# Naked Pumpkin Run

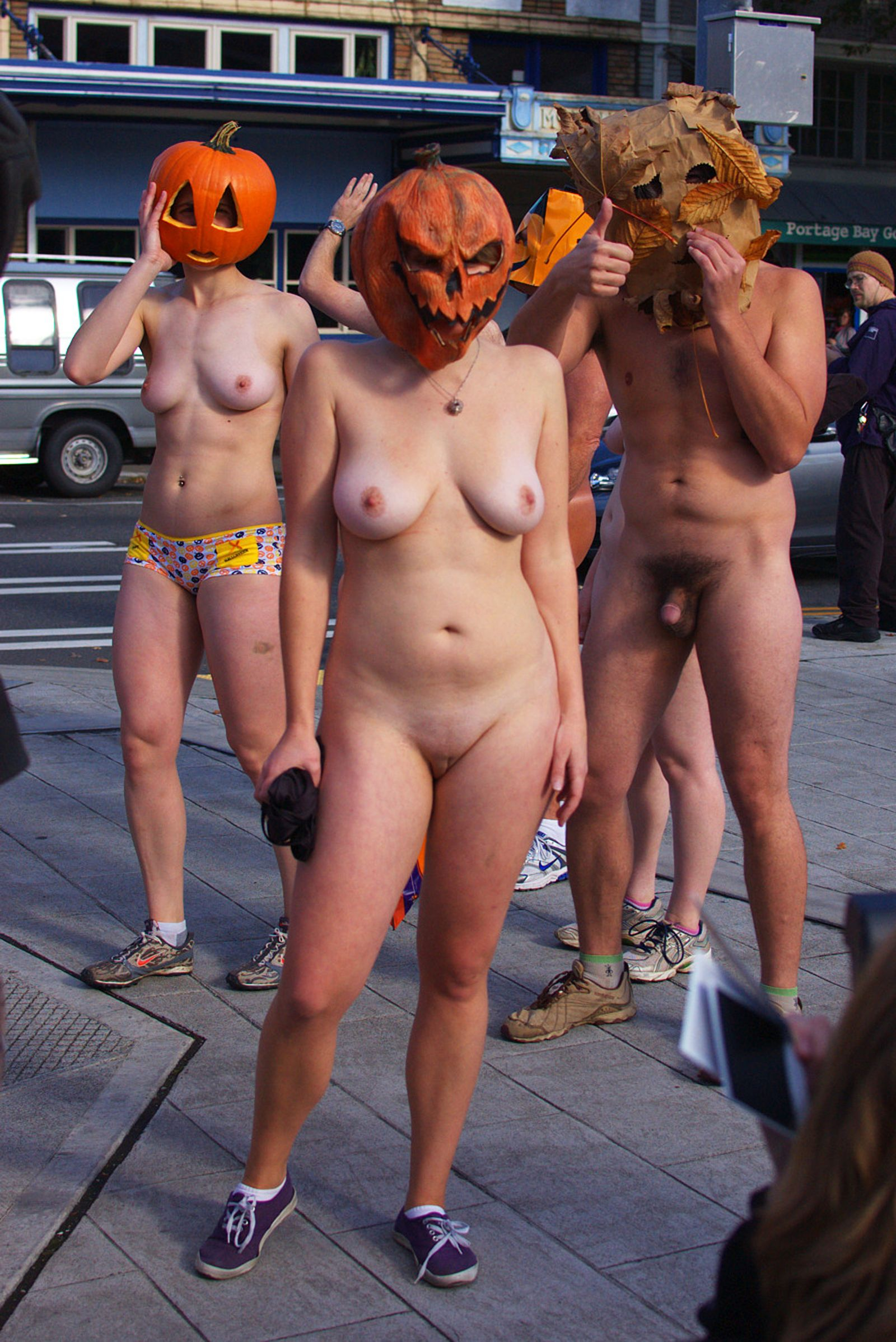
Naked Pumpkin Run 2010

Der Naked Pumpkin Run ist ein alljährlich zu Halloween stattfindender Nacktlauf in verschiedenen Städten der USA.

## Geschichte
Im Jahr 1974 wurde in Boulder (Colorado) ein großer Nacktlauf durchgeführt, bei dem mehrere Hundert Studenten der University of Colorado at Boulder versuchten, einen Eintrag in das Guinness-Buch der Rekorde zu erreichen. Dieser wird als Vorläufer und historischer Bezug des Naked Pumpkin Run angesehen. Der erste Naked Pumpkin Run wurde 1998 in Boulder durchgeführt, als mehrere Dutzend Studenten nackt durch die Straßen liefen, wobei sie ausschließlich einen ausgehöhlten Kürbis auf dem Kopf sowie Schuhe trugen. 
Als Austragungsorte kamen später neben Boulder die Westküsten-Städte Seattle, Washington, Portland, Oregon und Arcata, Kalifornien hinzu.
Das zehnjährige Jubiläum wurde 2008 gefeiert, wobei zirka 150 Teilnehmer allein in Boulder zusammenkamen, 2009 gab es Konflikte mit der Polizei sowie Androhungen wegen Sittenwidrigkeit. Auch in Bolder griff die Polizei stärker durch als in den Vorjahren und nahm Anzeigen gegen ein Dutzend Läufer auf. 2010 verabschiedete das Boulder City Council eine Verordnung, die das Entblößen der Genitalien in der Öffentlichkeit über einem Alter von 10 Jahren zur Straftat erklärte, wodurch Teilnehmer des Naked Pumpkin Run eine Anklage als Sexualstraftäter riskiert hätten. Seitdem fanden in der Stadt keine Nacktläufe mehr statt.